# 罗小光
罗小光（1954年8月—），北京人，中华人民共和国政治人物、外交官。

## 生平
1977年，罗小光毕业于北京外国语学院阿拉伯语专业，进入外交部工作，并赴伊拉克进修。1979年起，先后外派驻摩洛哥大使馆、驻黎巴嫩大使馆、驻约旦大使馆、驻也门大使馆、利比亚大使馆任职，并在外交部西亚北非司工作。2001年，任驻埃及大使馆公使衔参赞。2006年2月，出任中华人民共和国驻也门大使。2009年，任外交部西亚北非司大使。2011年9月，出任中华人民共和国驻苏丹大使。。2014年10月，自驻苏丹大使离任。